# Dares murudensis
Dares murudensis är en insektsart som beskrevs av Bragg 1998. Dares murudensis ingår i släktet Dares och familjen Heteropterygidae. Inga underarter finns listade i Catalogue of Life.